# وادي مرق الليل
مرق الليل أحد أهم أودية وسط تونس. ينبع من الهضبة العليا لمكثر ويحمل العديد من الأسماء، ففي البداية يسمى وادي البهلول ثم وادي شريرة ثم وادي الكرد حتى يصل إلى الجبيل ومن هناك ينقسم إلى فرعين يسمى أحدهما وادي مرق الليل الذي يتجه نحو الجنوب الشرقي ليمر بالسفح الجنوبي لجبل وسلات والهوارب إلى أن يصل سهل القيروان.